# Le Vernet (Allier)
Le Vernet település Franciaországban, Allier megyében. Lakosainak száma 1914 fő (2022. január 1.). Le Vernet Abrest, Busset, Cusset és Vichy községekkel határos.

## Népesség
A település népességének változása:
| Lakosok száma | 883  | 1175 | 1430 | 1751 | 1932 | 1926 | 1941 | 1918 | 1906 | 1914 |
|               | 1968 | 1982 | 1990 | 2006 | 2013 | 2015 | 2017 | 2019 | 2020 | 2022 |